# Euphyia halisma
Euphyia halisma là một loài bướm đêm trong họ Geometridae.